# Þórarinn Eldjárn
Þórarinn Eldjárn (Thorarinn Eldjarn), né le 22 août 1949, est un écrivain islandais.

## Biographie
Il a étudié à l'université de Lund et à l'université d'Islande. Il a écrit des poèmes, récits et romans et traduit des livres vers l'islandais comme Alice au pays des merveilles.
Son livre le plus célèbre, Brotahöfuð (traduit en français sous le titre Tête en miettes) a été nommé au IMPAC Dublin Literary Award en 2001.
Il est le fils du l’ancien président d’Islande, Kristján Eldjárn.